# 萬花錦繡

電影海報

《萬花錦繡》（英語：Easter Parade，又譯《復活節遊行》、《花開蝶滿枝》）是1948年歌舞片，由查爾斯·華特斯執導，舞王佛雷·亞斯坦和茱蒂·嘉蘭演出，艾文·伯林擔任電影音樂作曲。
電影創出許多經典名曲，諸如「Steppin' Out With My Baby」或「We're a Couple of Swells」。該片贏得1948年奧斯卡最佳歌舞片音樂獎（現為最佳原創音樂獎），與美國編劇公會的最佳美國歌舞編劇獎。

## 演員
- 茱蒂·嘉蘭：飾漢娜·布朗 / Hannah Brown
- 佛雷·亞斯坦：飾 Don Hewes，原本角色是由金·凱利演出，卻因開拍前腳部受傷，而找來宣稱退休的亞斯坦，勸誘重返歌舞影壇，頂替金·凱利的角色。隨後亞斯坦接續幾年多次計劃退休，卻因本片巨大迴響，再次成就多部經典歌舞片。
- 彼得·勞福：飾 Jonathan Harrow III
- 安·米勒：飾 Nadine Hale
- Jules Munshin：飾 François
- Clinton Sundberg：飾 Mike the bartender

## 外部連結
- 互联网电影数据库（IMDb）上《萬花錦繡》的资料（英文）
- 茱蒂網站《萬花錦繡》頁面 （页面存档备份，存于）